# إكسينوفون
إكسينوفون (بالإغريقية: Ξενοφῶν) (ولد عام 430 ق.م تقريبًا – توفي 354 ق.م) هو فيلسوف يوناني قديم ومؤرخ وجندي ومرتزق وكان أحد طلاب سقراط. عرف إكسينوفون بتأريخه لزمانه المعاصر في أواخر القرن الخامس وأوائل القرن الرابع قبل الميلاد، حيث يروي عمله «هيلينيكا» السنوات السبع الأخيرة للحرب البيلوبونيسية وآثارها (431–404 قبل الميلاد)، ويعتبر استمرارا لتاريخ ثوقيديدس للحرب البيلوبونيسية. كان أحد المرتزقة اليونانيين «العشرة آلاف» الذين شاركوا أيضاً في حملة قورش الأصغر الفاشلة للمطالبة بعرش الدولة الأخمينية من أخيه أردشير الثاني، وسرد هذه الأحداث في كتاب أناباسيس. يعتبر إكسينوفون مصدرًا مهما عن سقراط مثل زميله أفلاطون (427-347 قبل الميلاد)، وكتب عنه العديد من كتب الحوارات (التذكارات) ودفاع سقراط أمام هيئة المحلفين، الذي يروي محاكمة الفيلسوف في عام 399 قبل الميلاد.
ورغم كونه مواطناً أثينياً، إلا أن إكسينوفون كان مرتبطًا أيضًا بمدينة إسبرطة، العدو التقليدي لأثينا. كانت سياسته المؤيدة لحكم القلة، وحروبه تحت قيادة الجنرالات الإسبرطيين في الحملة الفارسية ومعارك أخرى، وصداقته مع الملك أجيسلاوس الثاني، كلها عوامل قربته من الأسبرطيين. تحوي بعض أعماله تحيزا للإسبرطيين، ولا سيما سيرة الملك أجيسلاوس ودستور الإسبرطيين.
تشمل أعمال إكسينوفون أصنافا عديدة، وهي مكتوبة بلغة أهل أتيكا، ولهذا السبب فهي تمثل تمرينا لطلاب الترجمة المعاصرين من اللغة اليونانية القديمة. وصفه ديوجينس لايرتوس في سيرته عن الفلاسفة البارزين بأنه «إله إلهام من أتيكا» لأسلوبه السلس في الإلقاء.

## حياته

### بدايات حياته

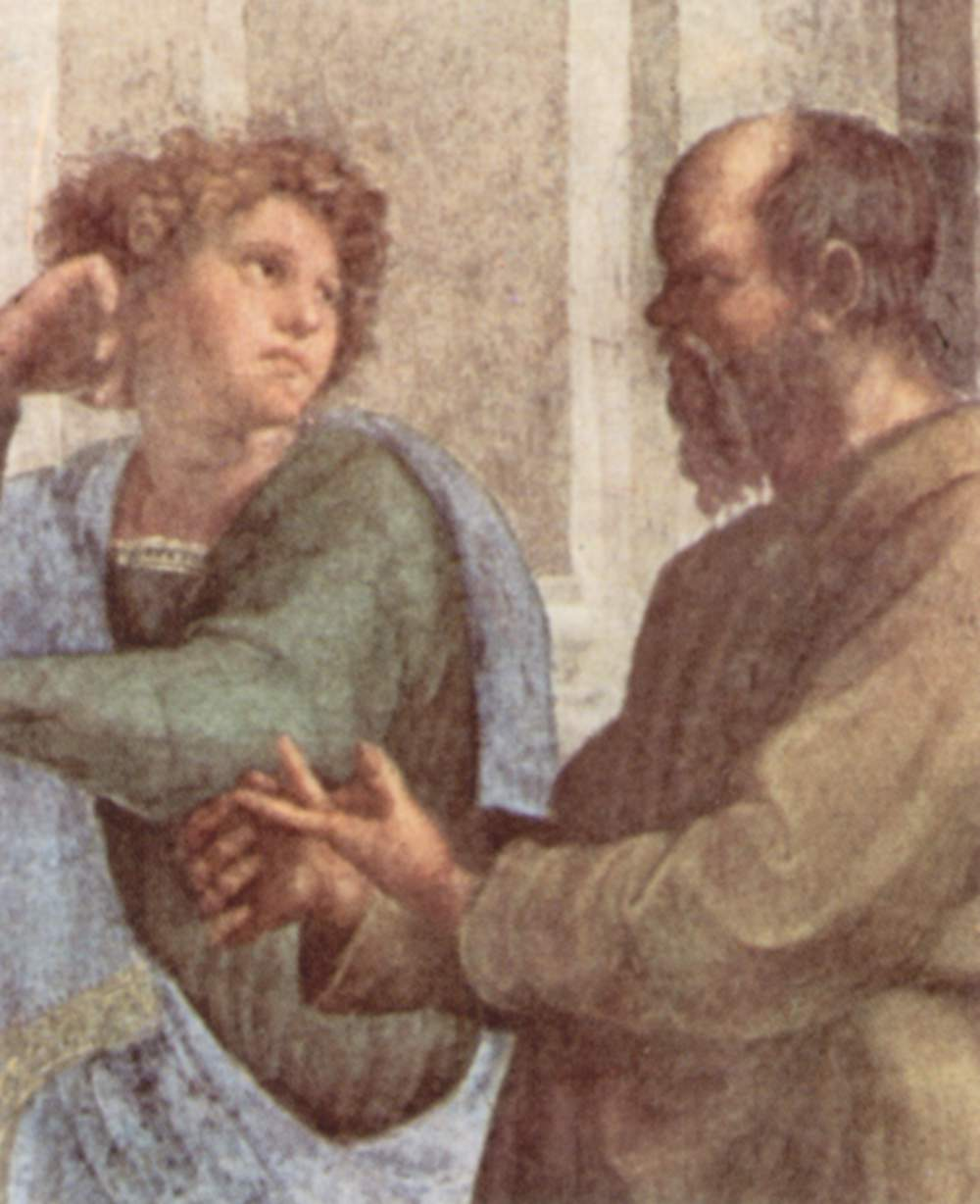
لوحة رافاييل: إكسينوفون في عمره 20 رفقة معلمه سقراط

ولد إكسينوفون في أثينا حوالي العام 430 ق م. أبوه يدعى غريلوس ويعود أصله إلى عائلة من الفرسان في مجلس الشعب من إرخيا. ويمكن أن نستنتج من المقاطع في كتابه هيلينيكا بأنه قاتل في معركة أرغينوساي عام 406 ق م، وبأنه كان حاضرا عند عودة ألكيبيادس عام 408 ق م، ومحاكمة الجنرالات وسقوط الطغاة الثلاثين. وقد تأثر بسقراط منذ صغره، لكنه انجذب أكثر للحياة العملية.

### حروب الفرس

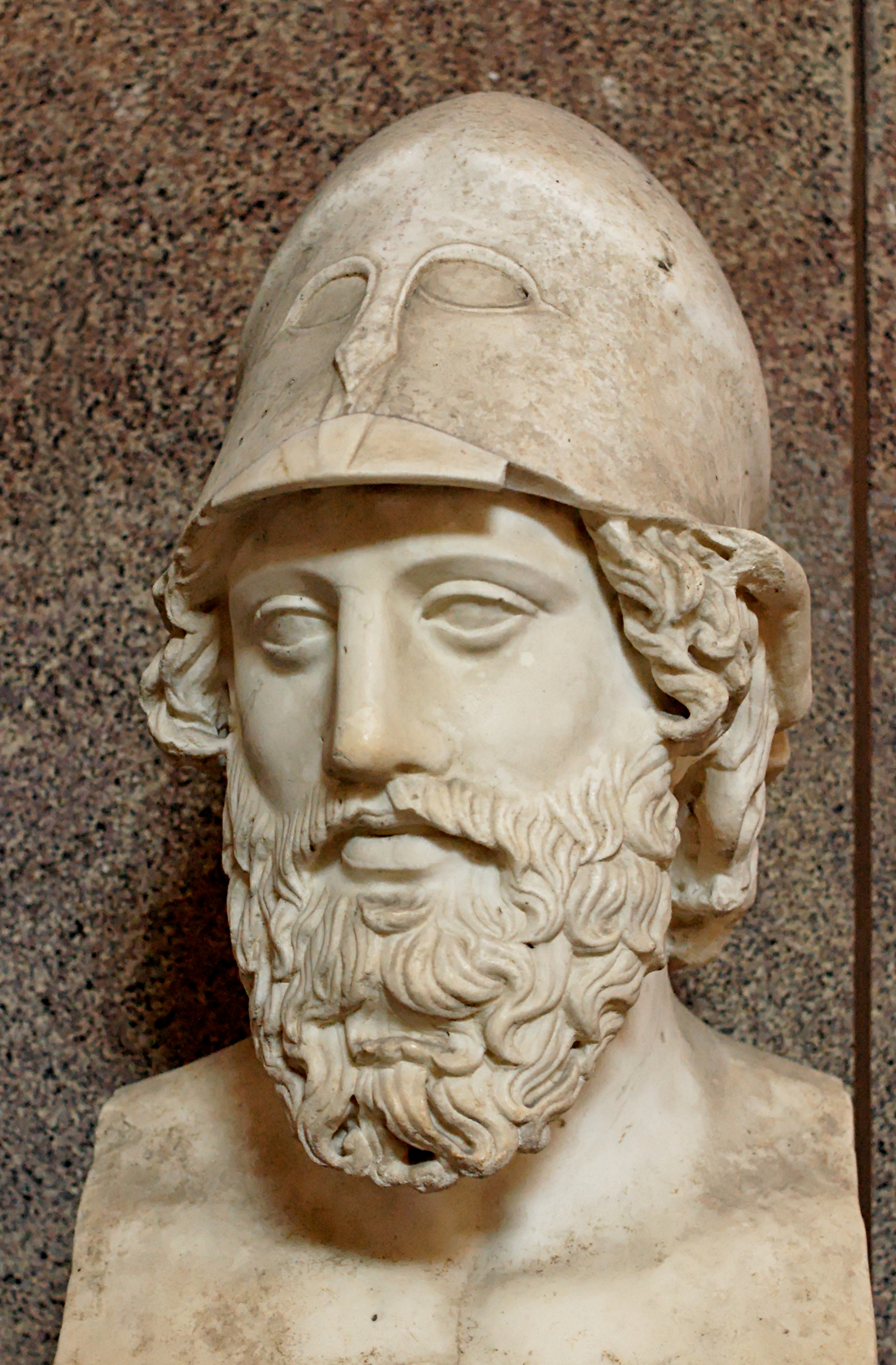
تمثال نصفي لاستراتيجوس يرتدي خوذة كورنثية، حوالي العام 400

في 401 ق م دعاه صديقه بروكسينوس للانضمام إلى حملة قورش الأصغر ضد أخيه أردشير الثاني الإمبراطور
الأخميني، وقبل إكسينوفون العرض على الفور. فقد منحته هذه المغامرة فرصة نيل الثروة والشرف، ولم يكن ليجد هذه الفرصة في أثينا الديمقراطية، حام الشك حول طبقة الفرسان بعد أن دعموا الطغاة الثلاثين. ذهب إكسينوفون باقتراح من سقراط إلى ديلفي لاستشارة الكاهن؛ لكنه كان قد عقد عزمه مقدما، ومضى إلى سارديس. وأعطى وصفا كاملا وتفصيليا للرحلة بنفسه في كتابه أناباسيس ويعني الزحف العسكري، أو «الزحف في داخل البلاد».
حارب إكسينوفون في معركة كوناكسا (401 ق م) التي فيها فقد قورش الأصغر حياته، وقتل قادة الضباط في الجيش اليوناني غدرا من قبل المرزبان الفارسي تيسيفيرنس، والذي كان يتفاوض معهم على هدنة والعودة بأمان. أصبح الجيش الآن في قلب بلاد مجهولة وبعيدا عن الوطن وفي رحمة عدو شديد. وتقرر الذهاب شمالا نحو وادي دجلة والوصول لشواطئ البحر الأسود، حيث توجد هناك عدة مستعمرات يونانية. وأصبح إكسينوفون القائد الروحي للجيش فانتخب ضابطا وهو الذي قاد تراجع الجيش.
كان جزء من الطريق يمر خلال براري كردستان، حيث توجب عليهم مواجهة هجمات قبائل الجبال، وجزء آخر يمر خلال مرتفعات أرمينيا وجورجيا. وصلوا إلى ترابيزوس (طرابزون) على البحر الأسود بعد مسيرة خمسة أشهر (فبراير 400 ق م)، حيث بدأت معنوياتهم تنهار، وحتى إكسينوفون كان فاقد السيطرة تقريبا على العساكر. وتطلع لتأسيس مستعمرة جديدة في كوتيورا؛ لكن الفكرة طويت عندما لم تتم الموافقة بالإجماع، وفي النهاية وصل إكسينوفون مع رفاقه اليونانيين إلى خريسوبوليس (سكوتاري) على البسفور والمقابلة لمستوطنة بيزنطة.
خدم بعدها لفترة قصيرة لصالح الزعيم التراقي سيوثس، وتم دمجهم في النهاية في الجيش اللاكيداموني، ويظهر أن إكسينوفون كان جزءا من هذه الحملة كما يؤخذ من مذكراته، وكان يتجاوز العشرين في ذلك الوقت. ثم عبروا إلى آسيا لشن حرب ضد مرزبانات الفرس تيسافيرنس وفارنابازوس (فرنواز)، وأما إكسينوفون الذي رافقهم فقد أسر نبيلا فارسيا غنيا مع عائلته قرب بيرغاموم، وضمنت الفدية التي دفعت ثمن استعادته لإكسينوفون مالا يكفيه مدى الحياة.

### في خدمة إسبرطة

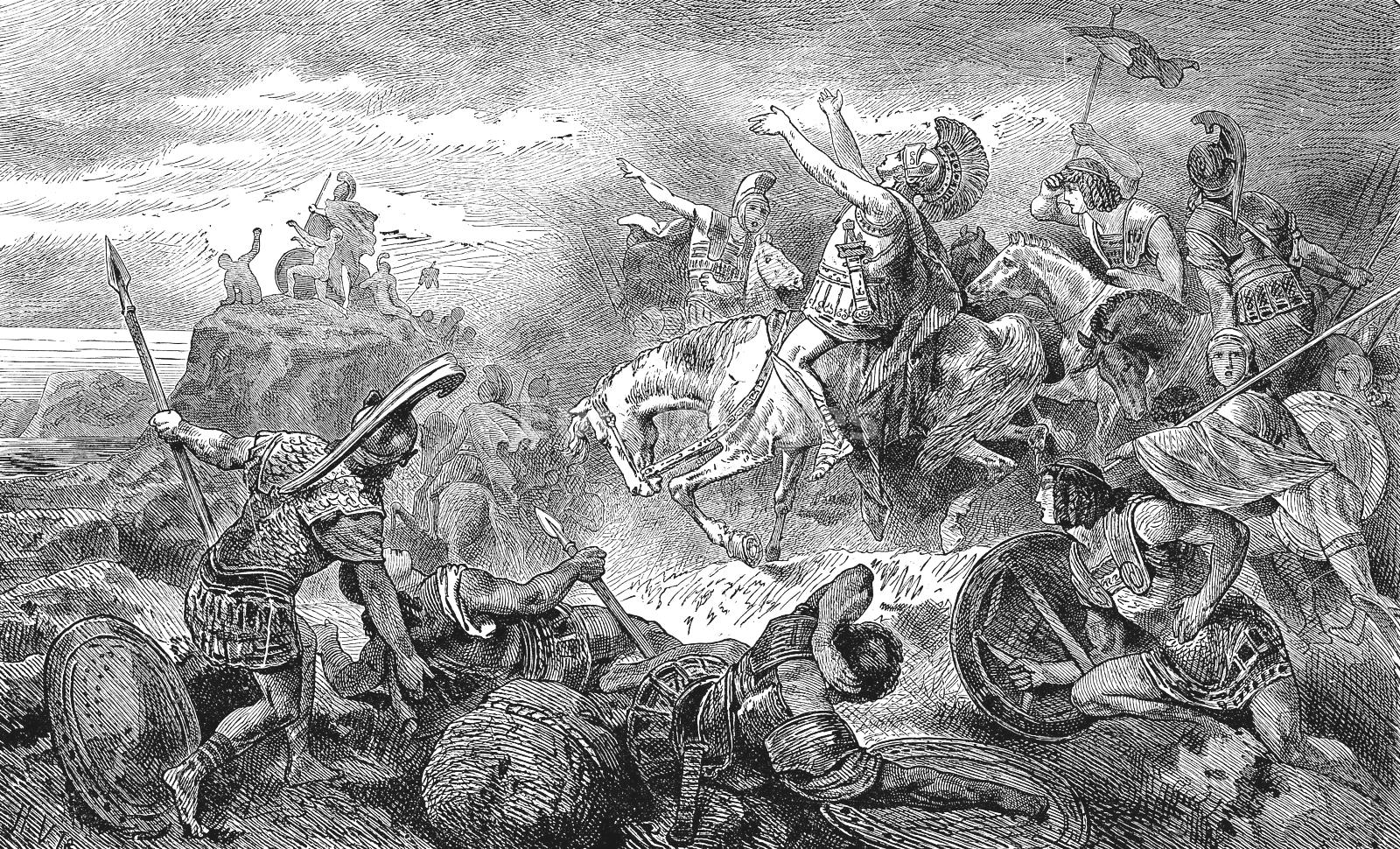
عودة الجيش تحت قيادة إكسينوفون

عند عودته إلى اليونان خدم إكسينوفون تحت إمرة أجيسلاوس الثاني ملك إسبرطة التي كانت في ذلك الوقت القوة الرئيسية في العالم اليوناني. ولم يكن متعاطفا مع مدينته أثينا وسياستها العامة ومؤسساتها. قاتل في معركة كورونيا (عام 394 ق م) مع الإسبرطيين ضد الأثينيين والطيبيين فأمر مواطنو مدينته بإبعاده. ومنحته إسبرطة بيتا له في سكيلوس في منطقة إليس، على بعد حوالي ثلاثة كيلومترات من أولمبيا؛ هناك استقر وليشبع شغفه للرياضة والأدب.

### حياته اللاحقة
طرد إكسينوفون من بيته من قبل أهل إليس بعد هزيمة إسبرطة الساحقة عام 371 ق م على يد الطيبيين في معركة ليوكترا. في أثناء ذلك كانت إسبرطة وأثينا قد أصبحتا حليفتين، وأبطل الأثينيون المرسوم الذي أمر بنفيه. ولا يوجد دليل على أنه عاد بعدها إلى مدينته. وذكر ديوجينس لايرتيوس أنه أقام لنفسه بيتا في كورينث. أما سنة موته غير معروفة؛ ومن المؤكد كان حيا عام 355 ق م وهو تاريخ عمله على كتابه عائدات أثينا.

## أعماله

### الأناباسيس
كتاب الأناباسيس (أعده في سكيلوس بين أعوام 379 و371 ق م) هو عمل نال من الاهتمام الكثير. يروي إكسينوفون قصته بمنظور الشخص الثالث، وهو الأسلوب الذي اتبعه قيصر في أعماله. ووصفه للأماكن والمسافات النسبية دقيق جدا. وتشهد بحوث المسافرين الحديثين على دقته. وذكر بلوتارخ وديوجينس لايرتيوس بشكل واضح أن الأناباسيس كان عمل إكسينوفون ، والدليل من أسلوب الكتابة كان حاسما في إثبات نسبه للمؤرخ. وهناك تلميح يشير إلى أن اسم المؤلف هو ثيميستوجينس السراقوسي، ويظهر بأن إكسينوفون نشره تحت اسم مستعار.

### الكيروبيديا
الكيروبيديا Cyropaedia هو عمل سياسي وفلسفي مثالي، والذي يصف شباب قورش الأصغر وتدريباته، وهو بالكاد يتتماشى مع اسمه، فالجزء الأكبر منه عبارة عن سجل يروي بدايات الإمبراطورية الفارسية وانتصارات مؤسسها قورش الثاني. والكيروبيديا يحتوي في الحقيقة على أفكار المؤلف الخاصة حول التدريب والتعليم، كما اشتق من تعاليم سقراط والمؤسسات الإسبرطية. وقيل بأنه قد كتب العمل ليعارض جمهورية أفلاطون. اهتم إكسينوفون بالرسالة الأخلاقية داخل العمل وضحى بالحقائق التاريخية. فعلى سبيل المثال ظهر قورش بأنه مات بسلام في سريره، بينما يقول هيرودوتس بأنه سقط في حملة ضد قبائل الماساغيتيين.

### الهيلينيكا
كتب عمل هيلينيكا Hellenica في كورنث، بعد 362، وهو السجل المعاصر الوحيد الذي وصلنا للفترة بين أعوام (411 – 362 ق م). ويشمل جزأين متميزين؛ وأولهما الكتابان الأول والثاني اللذان هدفا لوضع استمرارية لأعمال ثوكيديدس، ويسرد التاريخ حتى سقوط الطغاة الثلاثين، ثانيهما الكتابان الثالث والرابع اللذان يتعاملان مع الفترة من 401 إلى 362 ق م، ويسرد تاريخ الإسبرطيين وزعامات الطيبيين حتى موت إيبامينونداس. ولكن لا توجد أسس لوجهة النظر بأن الجزأين كتبا ونشرا كعملين منفصلين، ولا يوجد تبرير لتهمة التزييف المتعمد.
ولكن تظهر في هذا العمل تحاملات سياسية قوية والتي أثرت على روايته للأحداث. وكان مناصرا للحركة الرجعية التي انتصرت بعد سقوط أثينا؛ وكانت إسبرطة هي رمز المثالية لديه وكان ملكها أجيسلاوس بطله. وفي نفس الوقت كان مؤمنا بالعناية الإلهية، ولهذا فقد رأى في سقوط إسبرطة العقاب الذي أوقعته السماء على السياسة الغادرة التي جهزت للسيطرة على كادميا والهجوم على سفودرياس. ومن أخطائه أنه غلب تحيزه السياسي على الأحداث وحاجته للاتزان وفشله لإدراك معنى النقد التاريخي. وأكثر ما يمكن أن يقال لصالحه بأنه كان صادقا كشاهد وعلى حسن اطلاع بالأمور. وقد كان شاهدا لا غنى عنه لهذه الفترة من التاريخ اليوناني.

### الميمورابيليا
المخلفات التذكارية أو الميمورابيليا Memorabilia، أو «ذكريات عن سقراط» ويقع في أربعة كتب، كتب للدفاع عن سقراط ضد تهم المعصية وإفساد الشاب، وكرره بعد موته السفسطائي بولقراط. العمل ليس قطعة أدبية فنية؛ إذ يفتقر إلى التماسك والوحدة، والصورة المعطاة لسقراط لا تنصفه حق الإنصاف. ولكنه يصف أفكار الفيلسوف في الحياة وأسلوب محادثاته. وكان الجانب الأخلاقي والعملي من تعليم سقراط هو الذي أثار اهتمام إكسينوفون؛ وحاول الدخول إلى تأملاته الغيبية العميقة: ولم يكن إكسينوفون يمتلك أي حس أو عبقرية في هذا المجال. وكان ينتقل ضمن مجموعة محدودة من الأفكار. ومن المحتمل أن العمل في شكله الحالي هو عبارة عن تلخيص لعمل أكبر.

## الأعمال الثانوية
ترك إكسينوفون عدة أعمال ثانوية، بعضها كان مهما جدا ويعطي بصيرة إلى حياة اليونانيين الخاصة.
- عمل الأويكونوميكس Oeconomics (وهو إلى حد ما استمرار للميمورابيليا، واعتبر الكتاب الخامس من العمل) ويتعامل مع إدارة البيت والمزرعة، ويقدم صورة لطيفة ومسلية عن الزوجة اليونانية وعن واجبات بيتها. وهناك بعض الملاحظات العملية الجيدة عن الزواج وواجبات الزوج والزوجة. وكان العمل على شكل حوار بين سقراط وشخص يدعى إسخوماخوس وترجم إلى اللغة اللاتينية من قبل شيشرون

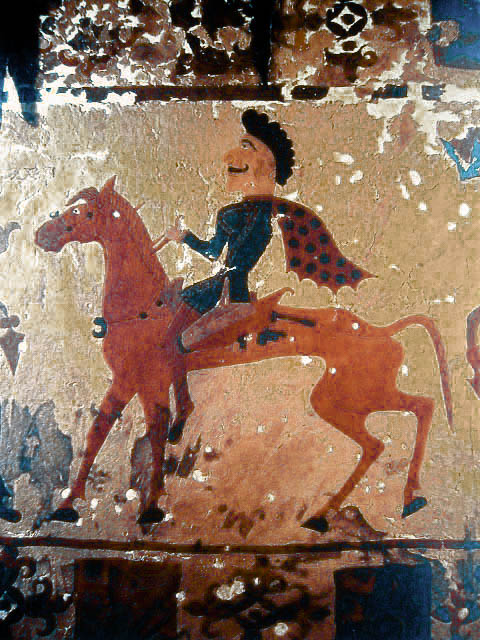
نصيحة إكسينوفون بوضع شريط الأنف على أحزمة الحصان

- في المقالات على الفروسية (Hippike) والصيد (Cynegeticus)، يتعامل إكسينوفون مع الأمور التي كان على معرفة شاملة بها. ويعطي في الأولى القواعد عن كيفية اختيارنصيحة إكسينوفون بوضع شريط الأنف على أحزمة الحصان الحصان، وبعد ذلك يتكلم عن سياسته وركوبه والتعامل معه. يتعامل مقال الصيد بصورة رئيسية مع الأرانب البرية، مع ذلك فالمؤلف يتكلم أيضا عن صيد الخنازير ويصف كلاب الصيد، فيتكلم عن كيفية استيلادها وتدريبها، ويعطي نماذج عن الأسماء المناسبة لها. وهو يكتب عن كل هذا بحيوية رياضي متحمس، ويرى بأن الأمم التي تملك طبقاتها الراقية ذوق الرياضات الميدانية فعلى الأغلب تكون ناجحة في الحرب. كلتا الأطروحتان قد تجدان الاهتمام من القارئ الحديث.
- يوضح كتاب هيبارخيكوس Hipparchicus واجبات ضابط سلاح الفرسان؛ هو ليس أطروحة علمية بكامله، حيث يظهر بأن فن الحرب كان متطورا ولكن بشكل ناقص وأن العمليات العسكرية لليونانيين كانت على مقياس صغير. ويشرح بشكل مطول المعايير الأخلاقية اللازمة لصنع الخيّال الجيد، ويلمح بوضوح بأنه لابد أن يكون هناك انتباه صارم للواجبات الدينية.
- قصيدة أجيسلاوس هي قصيدة في مديح الملك الإسبرطي، الذي كان يملك فضيلتان مهمتان في وجهة نظر إكسينوفون: أنه كان صارما متصلبا، وأنه كان متعاطفا مع كل شريعة دينية. ويوضخ العمل خلاصة عن فضائله بدلا من أن يروي صورة جيدة وواضحة عن الرجل بنفسه.
- يحسب كتاب هييرو الخط الفكري المشار إليه في قصة سيف داموكلس. وهو احتجاج على فكرة أن «المستبد» هو رجل يحسد على ما عليه، كامتلاكه وسائل للسعادة أكثر من أي شخص آخر. وهذا أحد أفضل أعماله الثانوية؛ وهو موضوع إلى شكل حوار بين هييرو طاغية سراقوسة، والشاعر الغنائي سيمونيدس.
- السيمبوسيوم Symposium أو المأدبة، إلى حد ما يعتبر تكملة المخلفات التذكارية، وهو حوار صغير يكون فيه سقراط العنصر البارز. وهو ممثل بأنه حضر حفل عشاء أثيني بهيج، به شرب كثير وعزف بالناي، وراقصة من سراقوسة تسلي الضيوف بأعمال مشعوذة محترفة. ويمر حديث مائدة سقراط عبر عدة مواضيع، وينتهي مع بحث فلسفي حول تفوق الحب السماوي الحقيقي إلى نظيره الدنيوي أو المادي الزائف، وبحث آخر جدي مع أحد ضيوف الحفلة ربح لتوه في الألعاب العامة لعيش حياة النيلاء ويقوم بواجبه إلى بلاده.
- هناك أيضا مقالتان قصيرتان نسبتا إليه، على الدستور السياسي لإسبرطة وأثينا، وكتبت مع تحيز واضح لمصلحة الأولى، والتي مدحتها دون أي نقد. ويبدو أن إسبرطة قدمت إلى إكسينوفون أفضل خليط معقول بين الحكم الملكي والأرستقراطية. أما الثانية بالتأكيد لم تكتب من قبل إكسينوفون ، لكن كتبت على الأغلب من قبل عضو حزب أوليغاركي بعد فترة قليلة من بداية الحرب البيلوبونيسية. في المقالة حول عائدات أثينا (كتبت عام 355 ق م) يعطي إكسينوفون اقتراحات من أجل جعل أثينا أقل اعتمادا على الجزية المستلمة من حلفائها. وقبل كل شيء سيجعل أثينا تستعمل نفوذها لحفظ السلام في العالم اليوناني ولتسوية المسائل بالدبلوماسية، ومعبد دلفي سيكون مركزا مستقلا.
- الاعتذار وهو دفاع سقراط أمام قضاته، كان إنتاجا ضعيفا، وفي الرأي العام للنقاد الحديثين ليس عملا أصيلا لإكسينوفون، لكن يعود إلى فترة تالية.

## شخصيته
كان إكسينوفون رجلا ذا ومواهب ثقافية كبيرة؛ لكنه كان عمليا جدا بطبيعته ولم يهتم بالتأملات الفلسفية العميقة. أما كراهيته لديمقراطية أثينا فقد غرست فيه قلة الوطنية حتى أنه حارب إلى جانب إسبرطة حتى ضد بلاده. وفي الأمور الدينية كان ضيق الأفق، ومؤمنا بكفاءة التضحية والعرافة. وأسلوبه البسيط والذي أصبح مرهقا في بعض الأحيان كان موضع احترام من الكثيرين وحاكاه العديدون.